# Segowia (prowincja)
Segowia (hiszp. Segovia) – prowincja Hiszpanii, w regionie Kastylia i León. Leży na północ od płaskowyżu centralnego, który dzieli Półwysep Iberyjski. Stolicą jest Segowia. Cała prowincja składa się z 209 gmin. Głównymi miastami poza stolicą są: Cuéllar i Cantalejo. Gospodarka opiera się głównie o sektor usług i turystykę.